# Икура, Кадзуэ
Кадзуэ Икура (яп. 伊倉一恵 Икура Кадзуэ, 23 марта, 1959, префектура Нагано) — японская сэйю.

## Позиции в Гран-при журнала Animage
- 1989 год — 14-е место в Гран-при журнала Animage, в номинации на лучшую женскую роль[1];
- 1990 год — 8-е место в Гран-при журнала Animage, в номинации на лучшую женскую роль[2];
- 1991 год — 8-е место в Гран-при журнала Animage, в номинации на лучшую женскую роль[3];
- 1992 год — 15-е место в Гран-при журнала Animage, в списке лучших сэйю[4]

## Роли в аниме
- 1984 год — Makiba no Shoujo Katori (Лео);
- 1985 год — Маленькая принцесса Сара (Тедди);
- 1985 год — Волшебная звезда Магическая Эми (ТВ) (Мусаси Коганэй);
- 1985 год — Aoki Ryuusei SPT Layzner TV (Маш);
- 1986 год — Искатели приключений в космосе (Ребёнок Раны);
- 1987 год — Городской охотник (Каори Микимура);
- 1987 год — Hitomi no Naka no Shounen: Juugo Shounen Hyouryuuki (Булуан);
- 1988 год — Мобильный воин ГАНДАМ: Ответный удар Чара (Резин Шнайдер);
- 1988 год — Городской охотник 2 (Каори Микимура);
- 1988 год — Маленькие спасатели (ТВ-1) (Торао);
- 1988 год — Biriken (Торара);
- 1988 год — Guy: Double Target (Райна);
- 1989 год — Приключения Питера Пена (Тутлес);
- 1989 год — Городской охотник (фильм первый) (Каори Микимура);
- 1989 год — Маленькие спасатели OVA-1 (Торао);
- 1989 год — Городской охотник 3 (Каори Микимура);
- 1989 год — Magical Hat (Шляпа);
- 1989 год — Синие огни (Кэйко Куроэда);
- 1990 год — Маленькие спасатели OVA-2 (Торао);
- 1990 год — Маленькие спасатели (ТВ-2) (Торао);
- 1990 год — Carol (Эдди);
- 1990 год — Счастливое семейство Муми-троллей (Тофт);
- 1990 год — Onna Senshi Efe & Jiira Guude no Monshou (Джилиора);
- 1990 год — Похождения Робина Гуда (Робин Гуд);
- 1990 год — Городской охотник (фильм третий) (Каори Микимура);
- 1990 год — Городской охотник (фильм второй) (Каори Микимура);
- 1990 год — Mitsume ga Tooru (Хосукэ Сяраку);
- 1991 год — Ochame na Futago: Claire Gakuin Monogatari (Аллисон);
- 1991 год — Огненная птица (Кэнта Амано);
- 1991 год — Мобильный воин ГАНДАМ Эф-91 (Бертуо Родригес);
- 1991 год — Городской охотник 91 (Каори Микимура);
- 1991 год — Мобильный воин ГАНДАМ 0083: Память о Звездной пыли (Мора Башт);
- 1991 год — Священная Риг-Веда (Асура);
- 1991 год — Moero! Top Striker (Мицуру);
- 1991 год — Это Гринвуд (Ватанабэ);
- 1992 год — Мама-четвероклассница (Идзуми Симамура);
- 1992 год — Фея цветов Мэри Белл (ТВ) (Келли);
- 1992 год — Ленточка Химэ (Покота);
- 1992 год — Микан - оранжевый кот (Сэра Кусуки);
- 1992 год — Kobo-chan (Сигэру);
- 1992 год — Универсальная современная девушка-кошка OVA-1 (Рюносукэ Нацумэ);
- 1992 год — Shin Choubakumatsu Shounen Seiki Takamaru (Такамару Кибо);
- 1993 год — Роза пустыни: Снежный Апокалипсис (Делла);
- 1993 год — Ryuseiki Gakusaver (Кирю Котонэ);
- 1993 год — Маленькие спасатели OVA-3 (Торао);
- 1994 год — Tottemo! Luckyman (Дружелюбный);
- 1994 год — Yukiwatari (Кондзабуро);
- 1994 год — Компания по борьбе с духами (Мамору Симэсу);
- 1995 год — Красавица-воин Сейлор Мун Супер Эс: Первая любовь Ами (Боннон);
- 1996 год — Городской охотник (спецвыпуск первый) (Каори Микимура);
- 1996 год — Рубаки Некст (ТВ) (Фибрицио);
- 1996 год — Ganso Bakuretsu Hunters (Поте);
- 1997 год — Гештальт (Кармин);
- 1997 год — Городской охотник (спецвыпуск второй) (Каори Микимура);
- 1997 год — Маленькие спасатели (ТВ-3) (Торао);
- 1998 год — Универсальная современная девушка-кошка (ТВ) (Рюносукэ Нацумэ);
- 1998 год — Универсальная современная девушка-кошка OVA-2 (Рюносукэ Нацумэ);
- 1998 год — Волшебник-воин Орфен (ТВ-1) (Волкан);
- 1998 год — Едок 98 (Ванесса Онейл);
- 1999 год — Городской охотник (спецвыпуск третий) (Каори Микимура);
- 1999 год — Волшебник-воин Орфен (ТВ-2) (Волкан);
- 1999 год — Ван-Пис (ТВ) (Тони Тони (эп. 254-263));
- 1999 год — Sakura Taisen 2 (Рени Милчштрассе);
- 2000 год — Sakura Taisen TV (Рени Милчштрассе);
- 2001 год — Бейблэйд (ТВ-1) (Антонио);
- 2001 год — Hoshi no Kirby (Король Блюм);
- 2001 год — Сакура: Война миров - Фильм (Рени Милчштрассе);
- 2002 год — Волшебная звезда Магическая Эми OVA-3 (Мусаси);
- 2002 год — История юного Ханады (Син);
- 2002 год — Sakura Taisen Sumire Kanzaki Intai Kinen: Su Mi Re (Рени Милчштрассе);
- 2004 год — Ответ: Милашка Хани (Сестра Джилл);
- 2005 год — Angel Heart (Каори Микимура);
- 2006 год — Ван-Пис: Фильм седьмой (Тони-Тони Чоппер);
- 2006 год — Пираты «Черной лагуны» (первый сезон) (Гарсия (эп. 8-10))

1. ↑  Результаты «Anime Grand Prix» (яп.). Animage (1989 год).
2. ↑  Результаты «Anime Grand Prix» (яп.). Animage (1990 год).
3. ↑  Результаты «Anime Grand Prix» (яп.). Animage (1991 год).
4. ↑  Результаты «Anime Grand Prix» (яп.). Animage (1992 год).